# Siano z Crau

Mapa rejonu uprawy

Siano z Crau (fr. Foin de Crau) – rodzaj siana, francuski regionalny produkt rolniczy z La Crau, charakterystyczny dla jedenastu gmin w departamencie Delta Rodanu w regionie Prowansja-Alpy-Lazurowe Wybrzeże; 12 lipca 2000 wpisany na francuską listę produktów tradycyjnych.

## Historia
W XVI wieku Adam de Craponne wykopał kanał, doprowadzając bogate w osady aluwialne (muł) wody rzeki Durance do miejscowości Salon-de-Provence, Eyguières, Istres i Arles. Nawodniono przy tej okazji dużą część rejonu La Crau, który uprzednio był bardzo suchy. Z biegiem czasu nawodnione tereny stały się bogatymi w roślinność łąkami na aluwialnym podłożu, które obecnie dają do 10 ton suchego siana z hektara.

## Charakterystyka
Siano pochodzi z gruntów charakteryzujących się szczególną i bogatą florą. Gatunkami obowiązkowymi i dominującymi w składzie siana są: rajgras wyniosły, kupkówka pospolita i dwa gatunki koniczyny, natomiast gatunkami zabronionymi są: sity, trzcina, skrzypy i zimowit jesienny.
W ciągu roku roślinność kosi się trzy razy, przy czym za każdym razem skład flory jest inny, odpowiedni do karmienia określonych zwierząt gospodarskich:
- pierwsze koszenie odbywa się w maju – składa się głównie z ziół wiosennych i jest bogate w trawy, odpowiednie zwłaszcza dla koni i bydła;
- drugie koszenie odbywa się w lipcu, a pozyskany materiał, idealny dla mleczności, nadaje się przede wszystkim do karmienia krów i owiec;
- trzecie koszenie odbywa się we wrześniu – jest bogate w rośliny strączkowe i długie liście, nadając się głównie do żywienia owiec i kóz, zwiększając i aromatyzując produkcję mleczną[1][2].

Siano jest zwijane i wiązane biało-czerwonym sznurkiem. Można je sprzedawać bezpośrednio z pola lub składować w magazynach. Produkt charakteryzuje się taką samą ilością suchego materiału (około 91%) we wszystkich trzech pokosach. Zawiera duże ilości składników mineralnych (wapń, magnez, sód, siarka), pożytecznych w żywieniu zwierząt gospodarskich.
Za właściwości siana odpowiada lokalny klimat śródziemnomorski równiny La Crau. W regionie opady są rzadkie, ale obfite. Okresy bardziej deszczowe przypadają na okresy od września do października oraz od marca do kwietnia. Temperatury są łagodne zimą i wysokie latem. Gwałtowny mistral szybko rozwiewa chmury. Zjawisko to wiąże się z długimi okresami ekspozycji na słońce i szybkim parowaniem.
Obszar uprawy siana jest rozdzielony pomiędzy ponad 220 producentów (2023 rok), ma powierzchnię 52 tys. hektarów i obejmuje 13,5 tys. hektarów nawadnianych łąk, w tym 8500 hektarów sklasyfikowanych jako AOP (oznaczenie pochodzenia geograficznego). Stowarzyszenie Le Comité du Foin de Crau powstało w styczniu 1977. W 2023 liczyło 280 członków.

## Galeria

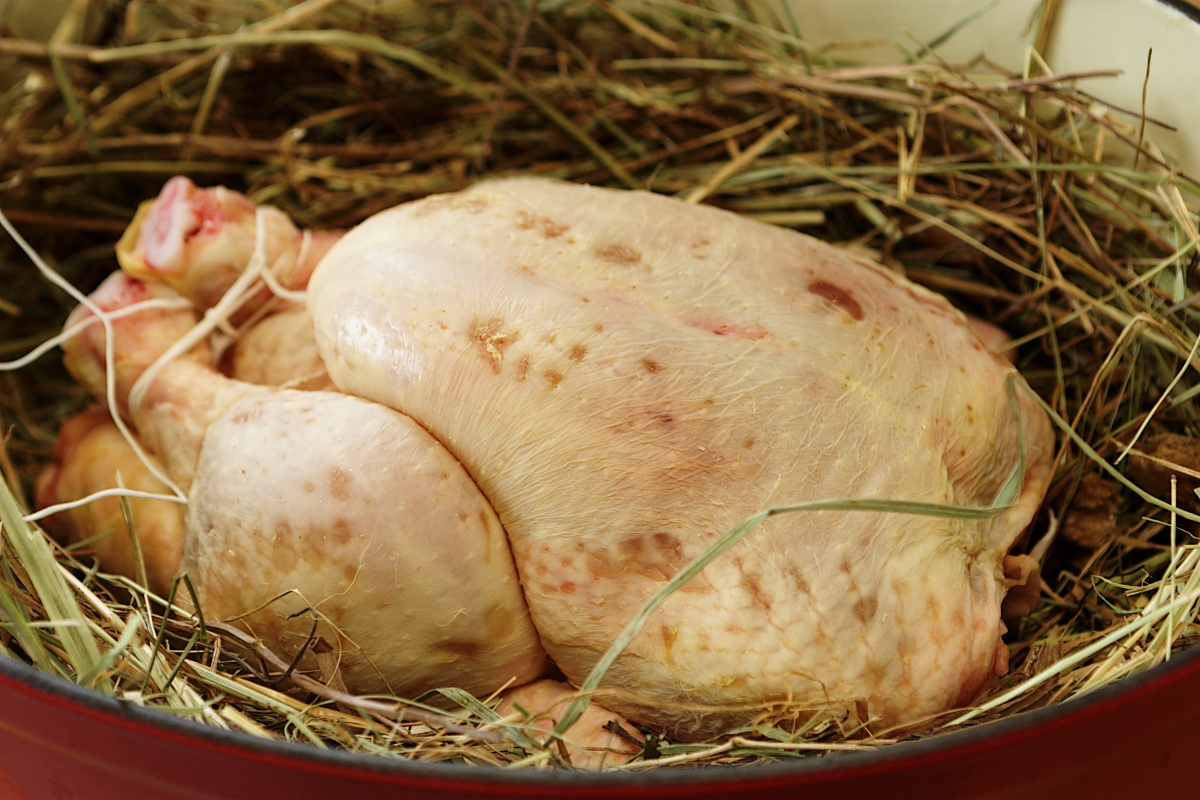
Kurczak na sianie z Crau
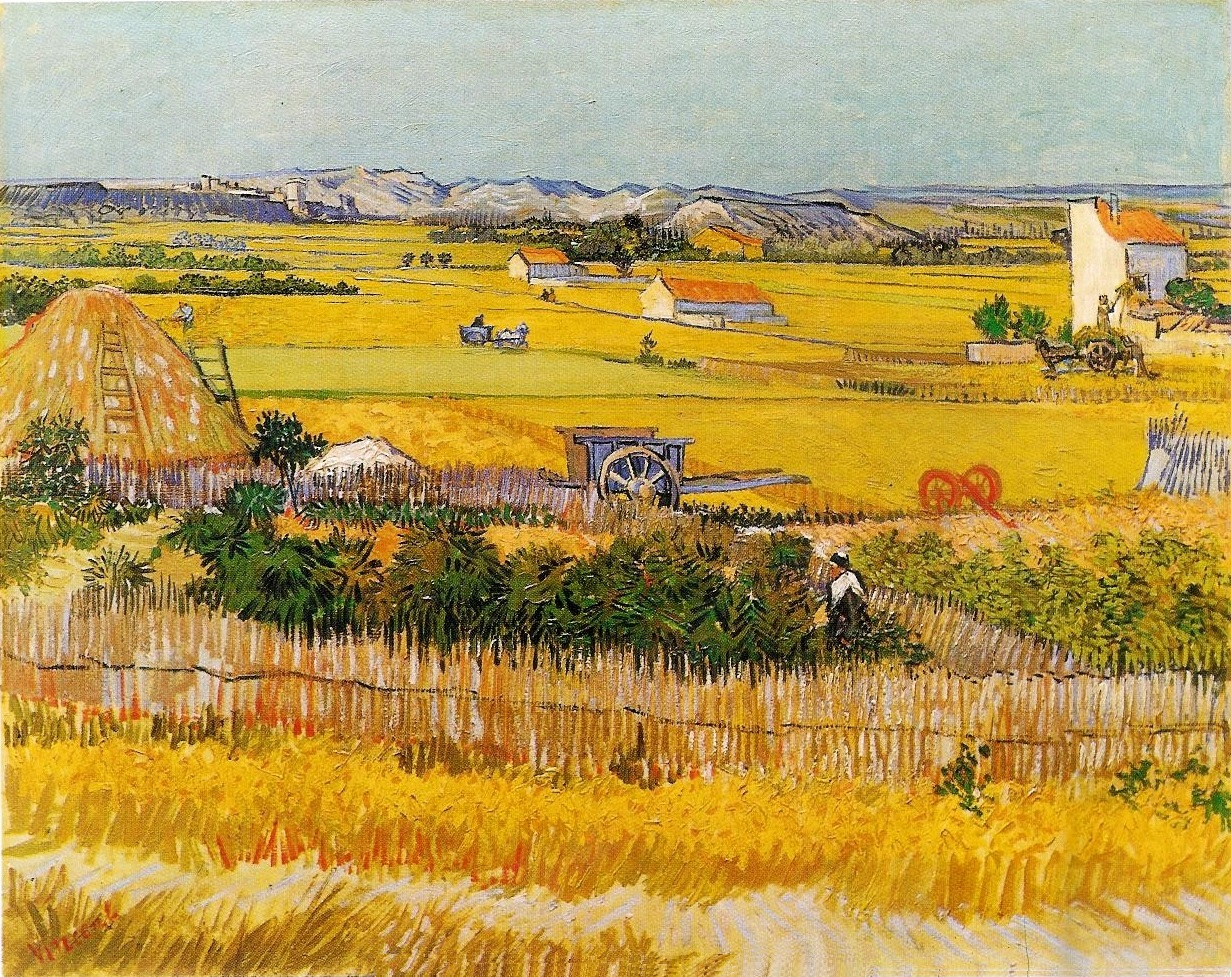
Vincent van Gogh, Żniwa w La Crau z Montmajour w tle